# Гормезис

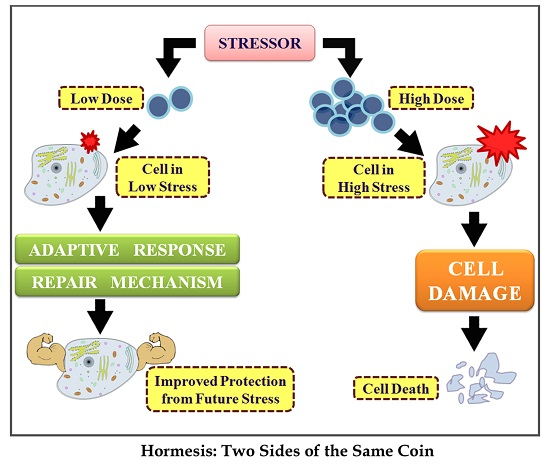
Гормезис — графічне пояснення

Гормезис (від грец. hórmēsis «швидкий рух, завзяття») — стимулююча дія помірних доз стресорів — фізичних чи хімічних чинників, що викликають реакцію стресу. Це біологічне явище, що характеризується двофазною дозозалежною реакцією на стресор, де низькі дози стресору викликають сприятливий або стимулюючий ефект, на противагу високим дозам, які можуть призвести до інгібуючих або токсичних ефектів.
Гормезис це стимуляція організму зовнішніми чинниками (тепло, холод, токсини), що викликають стресову реакцію, недостатню для прояву шкідливих реакції, але достатню для стимулюючого і загартовуючого впливу на здоров'я. Ця адаптивна реакція часто передбачає активацію захисних механізмів, процесів відновлення та підвищення стійкості, що в кінцевому підсумку призводить до покращення здоров’я, довголіття чи продуктивності.
Завдяки гормезису організм пристосовується до більш складних умов, тим самим посилюючи власну резистентність до стресу та стимулюючи захисні системи організму. Явище гормезису спостерігалося в різних біологічних системах, включаючи клітинний, організмовий та екологічний рівні. Дослідження в цій галузі показали його актуальність у різних сферах, таких як медицина, фармакологія, токсикологія та наука про навколишнє середовище. Розуміння гормезису має багатообіцяючі наслідки для терапевтичних втручань, оптимізації дозувань ліків і оцінки екологічних ризиків.

## Історія
Термін «гормезис» походить від грецьких слів hórmēsis «швидкий рух, завзяття»,  hormáein «приводити в рух, збуджувати, спонукати», того самого грецького кореня, що й слово гормон. Вперше вжито З. Зонтманом і Д. Ерліхом в 1943 році.
Різновидом гормезису, відомого в античності, був мітрідатизм, практика, за якою Мітрідат VI Понтійський нібито зміцнював свій імунітет до різноманітних токсинів шляхом регулярного впливу їх малих доз.
В Україні найвідомішою традиційною практикою гормезису є купання в ополонці на Водохреще.

Прихильником загартувань та стимулюючих стресових реакцій був академік Микола Михайлович Амосов:
"Тренування холодом – річ хороша. Перше - це фізіологічний стрес, отже, при загартовуванні розвивається стійкість до стресів. Друге - відбувається тренування обмінних процесів у клітинах шкірних покривів, вони 'привчаються' до підтримки 'правильної хімії' за незвичайних зовнішніх умов, запускають на повну потужність мітохондрії - 'електростанції', що виробляють енергію. Третє - тренування зміцнює серцево-судинну систему, як і фізична робота. Тренування спекою теж можливе, але саме по собі воно навряд чи має таку корисну дію, як холод." ("Моя система здоров'я", М.М.Амосов, 1997, переклад з рос.).

## Приклади
- Вплив високих температур (сауна, лазня, інфрачервона сауна).
- Вплив низьких температур (загартовування, контрастний душ, холодний душ, поступове моржування, крижані ванни, купання в ополнці, кріосауна).
- Вплив високої (гіпербарична оксигенація) чи низької (гіпоксична терапія) концентрації кисню.
- Інтервальне та лікувальне пролонговане голодування (аутофагія).

## Застосування

### Здорове довголіття
Однією зі сфер, де концепція гормезису була широко досліджена щодо її застосування, є геронтологія, яка вивчає процеси старіння, омолодження та здорове довголіття.
Оскільки базова здатність до виживання будь-якої біологічної системи залежить від її гомеостатичної здатності, геронтологи припустили, що піддавання клітин і організмів легкому стресу має призвести до адаптивної або горметичної відповіді з різними біологічними перевагами. Ця ідея зібрала велику кількість підтверджуючих доказів, які показують, що повторюваний помірний стрес має ефект проти старіння. Фізкультурні вправи є парадигмою гормезису в цьому відношенні. Деякі з помірних стресів, які використовуються для таких досліджень із застосування гормезису в дослідженнях і втручаннях щодо старіння, це тепловий шок, прооксиданти, гіпергравітація та обмеження їжі.
Було виявлено, що деякі інші природні та синтетичні молекули, такі як целастроли з лікарських трав і куркумін із спеції куркуми, також мають горметичний корисний ефект. Такі сполуки, які сприятливо впливають на здоров'я шляхом стимуляції або модуляції шляхів відповіді на стрес у клітинах, були названі горметинами.
Горметичні втручання також були запропоновані на клінічному рівні з різноманітними психологічними стимулами та стресовими діями, які спрямовані на підвищення динамічної складності біологічних систем людини.